# Earl T. Ricks
Pour les articles homonymes, voir Ricks.
Earl Thornton Ricks (9 juillet 1908 - 4 janvier 1954) était un officier supérieur de la Garde nationale aérienne des États-Unis (United States Air National Guard) qui a été chef adjoint du Bureau de la Garde nationale (National Guard Bureau), chef de la division de l'armée de l'air (Air Force Division) du Bureau de la Garde nationale (National Guard Bureau) (1950-1954) et chef par intérim du Bureau de la Garde nationale. Les quatre mois qu'il a passés en tant que chef du bureau par intérim ont fait de lui le premier officier de la Garde nationale aérienne à occuper ce poste.

## Biographie

### Jeunesse et éducation
Earl Thornton Ricks naît à West Point, dans le Mississippi, et grandit à Stamps, dans le comté de Lafayette, au sud-ouest de l'Arkansas. Attiré par l'aviation dès son plus jeune âge, il est diplômé du Parks College of Engineering, Aviation and Technology à Saint-Louis, dans le Missouri, achète un biplan et devient pilote,.
En 1930, Ricks épouse Hazel Brown, fille d'un associé de Bodcaw Lumber, la plus grande société de bois d'œuvre au monde à l'époque. Ils ont eu quatre enfants, et sa femme et ses enfants lui ont survécu. En 1935, il s'installe à Hot Springs et s'associe à Raymond Clinton (frère du père adoptif de Bill Clinton, Roger Clinton Sr.) dans la concession automobile Ricks-Clinton Buick.

### Seconde Guerre mondiale
En mars 1940, Ricks rejoint la Garde nationale de l'Arkansas (Arkansas National Guard) en tant que membre du 154th Observation Squadron (154th Observation Squadron), et reçoit bientôt sa commission de sous-lieutenant (second lieutenant). En septembre, il entre au service fédéral en tant que membre du 17e groupe de bombardement (17th Bombardment Group). En 1941, il est nommé commandant de la 36e base aérienne stratégique à Miami, en Floride, point de départ des soldats déployés en Afrique du Nord. Ricks est ensuite nommé commandant du terrain d'aviation de Payne au Caire, en Égypte.
Promu colonel en avril 1944, Ricks est nommé commandant adjoint de l'escadre du Pacifique Sud-Ouest du Commandement des transports aériens (Air Transport Command), opérant en Australie, en Nouvelle-Guinée et aux Philippines.
À la fin de la campagne du Pacifique, Ricks pilote la délégation japonaise de Ie Shima à Manille pour recevoir les conditions de reddition du général de l'Armée (General of the Army) Douglas MacArthur. Ricks participe à l'occupation du Japon après la guerre et supervise le débarquement de deux divisions d'occupation à l'aérodrome d'Atsugi, à Yokohama.

### Guerre froide
Après la guerre, Ricks retourne à sa concession automobile de Hot Springs et lance un service de vols charter. Il s'engage dans la politique en tant que membre d'un groupe d'anciens combattants, dirigé par Raymond Clinton et Sidney McMath, qui tente de renverser l'organisation politique dirigée par le maire Leo McLaughlin. Ce groupe d'anciens combattants, les "GI", l'emporte aux élections municipales de 1946 et Ricks remporte le poste de maire. Il effectue un mandat, de 1947 à 1949, et s'efforce de changer la réputation de Hot Springs en tant que "ville du péché" où règnent le jeu et le vice, tout en mettant en œuvre un programme d'amélioration des routes et des systèmes d'approvisionnement en eau et d'assainissement.
En 1948, McMath est élu gouverneur. En 1949, il nomme Ricks adjudant-général de la Garde nationale de l'Arkansas, et Ricks est promu général de brigade (brigadier général). En 1950, Ricks est nommé chef de la division de l'armée de l'air au Bureau de la Garde nationale et chef adjoint du Bureau de la Garde nationale, et est promu général de division (major général). Entre le début et le milieu de l'année 1953, Ricks occupe pendant quatre mois le poste de chef intérimaire du Bureau de la Garde nationale, après le départ à la retraite de Raymond H. Fleming. En 1953, on diagnostique un cancer chez Ricks et on lui enlève une tumeur à la jambe. Il ne se rétablit pas et meurt au Walter Reed Army Medical Center le 4 janvier 1954. Il est enterré au cimetière de Lakeside à Stamps.

## Héritage
La 188e escadre de chasse (188th Fighter Wing) était surnommée "Ricks' Rippers".
Ricks a été intronisé au temple de la renommée de l'aviation de l'Arkansas (Arkansas Aviation Hall of Fame) en 1983.
Le prix annuel de la Garde nationale aérienne récompensant la meilleure compétence aérienne d'une unité s'appelle le prix Earl T. Ricks.
L'armurerie de la Garde nationale à Little Rock, en Arkansas, porte son nom.
Dans les années 1950 et 1960, la Garde nationale aérienne organisait chaque année le Ricks Memorial Trophy, une course aérienne chronométrée à travers le pays destinée à mettre en valeur les capacités de la toute nouvelle Garde nationale aérienne.
Ricks a acheté la maison de Samuel W. Fordyce, entrepreneur en spa et en chemins de fer, en 1932. Toujours propriété privée, la structure en rondins de 14 pièces et les près de 500 acres qui la jouxtent ont été désignés en 2003 comme le Fordyce-Ricks House Historic District par le National Register of Historic Places.

## Principales récompenses et décorations
Ricks a reçu entre autres les décorations suivantes:
- Legion of Merit
- Air Medal
- Army Commendation Medal
- World War II Victory Medal

## Source
- (en) Cet article est partiellement ou en totalité issu de l’article de Wikipédia en anglais intitulé « Earl T. Ricks » (voir la liste des auteurs).